# Трипільська вулиця (Житомир)
Трипільська вулиця — вулиця в Богунському районі Житомира. Одна з найстаріших вулиць міста.

## Розташування
Знаходиться в центральній частині міста, в стародавній його частині, відомій як Охрімова Гора.

## Історія
Одна з найдавніших вулиць Житомира. Сформувалася до кінця XVIII ст. на Охрімовій Горі (Кокрин), що являла собою північно-західне передмістя. Станом на 1781 рік відома як Верхня вулиця, оскільки перебувала неподалік вершини цієї гори.
Протягом ХІХ ст. — перших десятиліть XX ст. вулиця мала назву Трипільська.
У 1919 році вулиці надано назву «Професора Вовка». Надалі вулиця відома як «Трипільська», до 1929 року, коли більшовики перейменували вулиці на честь Коста. У 1929 році вулиця отримала назву на честь 8 Березня.
До 20 травня 2016 року мала назву «вулиця 8 Березня». Відповідно до розпорядження голови Житомирської ОДА була перейменована на Трипільську вулицю.
Станом на початок ХІХ ст. первинна садибна забудова вулиці сформувалася. Вулиця була довшою та виходила до нинішньої Старовільської вулиці.
На початку XX ст. наприкінці вулиці, у її південно-західній частині, на території старовинного православного кладовища збудовано православну Покровську церкву. Невдовзі на території цвинтаря сформувався новий некрополь.
Після більшовицького перевороту на території цвинтаря засновано артіль. Кладовище невдовзі знищене, а будівля Покровської церкви переобладнана під потреби артілі.

## Сучасність
На Трипільській вулиці знаходиться пам'ятка архітектури — Покровська церква, що перебуває в занедбаному стані. Останніми роками проводяться роботи з поступового відновлення, у тому числі богослужінь у храмі.